# الخديرة (لودر)

تعديل مصدري - تعديل

الخديرة هي إحدى قرى عزلة زارة بمديرية لودر التابعة لمحافظة أبين، بلغ تعداد سكانها 639 نسمة حسب تعداد اليمن لعام 2004.